# 초성단
초성단(영어: Super star cluster, SSC)은 구상 성단의 원형으로 여겨지는 매우 무겁고 어린 산개 성단이다. 이들은 보통 상당수의 어리고 무거운 별들을 포함하고 있으며, 이로 인해 우리은하에서 소위 "초밀집 H II 영역(UDHII)"으로 불리는 것들과 유사한, 주변의 H II 영역이 이온화 된다. 결과적으로 SSC의 H II 영역은 먼지로 이루어진 고치로 둘러싸여 있다. 이 때문에 대부분의 경우에서 별들과 H II 영역은 높은 수준의 소광으로 인해 가시 관측이 불가능하게 된다. 그래서 매우 어린 초성단은 전파와 적외선 영역에서 가장 관측하기 쉽다.
초성단의 특이한 성질로는 ne = 103 ~ 106 cm-3에 이르는 큰 전자 밀도와 P/kb = 107 ~ 1010 K*cm-3에 이르는 압력이 있다.

## 목록
| 명칭                 | 은하             | 설명                                        | 주석  |
| -------------------- | ---------------- | ------------------------------------------- | ----- |
| 베스테르룬드 1 (Wd1) | 우리은하         | 우리은하에서 처음으로 발견된 초성단         | [ 4 ] |
| NGC 3603             | 우리은하         |                                             | [ 5 ] |
| R136                 | 대마젤란운 (LMC) | SSC 원형                                    | [ 6 ] |
|                      | NGC 1569         | 이 은하는 두 개의의 초성단을 포함하고 있다. | [ 7 ] |